# Pierre Abelin
Pierre Louis Ernest Armand Abelin (* 16. Mai 1909 in Poitiers, Département Vienne; † 23. Mai 1977 ebenda) war ein französischer Politiker, der Mitglied der Nationalversammlung sowie zeitweise Staatssekretär und Minister war. 

## Leben

### Zweiter Weltkrieg und Mitglied der Verfassungsgebenden Versammlung
Pierre Louis Ernest Armand Abelin, Sohn von Armand Abelin und Marguerite Chevalier, begann nach dem Schulbesuch ein Studium der Rechtswissenschaften an der Universität Poitiers sowie der Universität von Paris, das er mit einem Doktor der Rechte abschloss. Er erwarb zudem ein Diplom an der École libre des sciences politiques und wurde nach seinem Militärdienst 1931 Sekretär von Marschall Hubert Lyautey, der zu dieser Zeit Generalkommissar der Pariser Kolonialausstellung war. Nach Beginn des Zweiten Weltkrieges wurde er Verbindungsoffizier zu britischen Truppenverbänden und nach der deutschen Besetzung im Zweiten Weltkrieg Direktor verschiedener Unternehmen. Zugleich war er zwischen 1940 und 1945 Direktor der Vereinigung der Exportunternehmen (Union française des industries exportatrices) und des Exportausschusses der Baumwollindustrie. Des Weiteren fungierte er zeitweise als Direktor der Gruppe der Kakaoimporteure sowie der Kammer der Schokoladen- und Confiseriehersteller. Zum anderen engagierte sich in der Widerstandsbewegung der Résistance und gab Untergrundzeitungen gegen die deutsche Besatzungsmacht und das mit dieser kollaborierende Vichy-Regime heraus.
Nach der La Libération, der Befreiung von der deutschen Besatzung, begann Abelin seine politische Laufbahn und wurde im Mai 1945 Mitglied des Stadtrates von Poitiers. Er war zudem zwischen 1945 und 1947 Vorstandsmitglied der Zeitschrift La Tribune Economique. Er wurde als Kandidat der Mouvement républicain populaire (MRP) im Département Vienne am 21. Oktober 1945 mit 21.709 Stimmen Mitglied der Verfassungsgebenden Nationalversammlung (Assemblée nationale constituante). Er gehörte als Mitglied dem Finanzausschuss (Commissions des finances) sowie dem Wirtschaftsausschuss (Commissions des affaires économiques) an. Am 2. Juni 1941 wurde er für die MRP im Département Vienne abermals mit 54.372 Stimmen erneut zum Mitglied der Verfassungsgebenden Nationalversammlung und gehörte dieser bis zum 27. November 1946 an. Er war weiterhin Mitglied des Finanzausschusses sowie des Wirtschaftsausschusses.

### Abgeordneter und Staatssekretär in der Vierten Republik
Bei den Wahlen vom 10. November 1946 wurde Pierre Abelin für die MRP im Département Vienne zum Mitglied der ersten Nationalversammlung (Assemblée nationale) gewählt und blieb Mitglied des Finanzausschusses. Zugleich war er zwischen Oktober 1947 und März 1953 weiterhin Mitglied des Stadtrates von Poitiers. Am 24. November 1947 wurde er in das Kabinett Schuman I berufen und fungierte in diesem bis zum 16. Juli 1948 als Staatssekretär beim Premierminister (Secrétaire d’Etat à la Présidence du Conseil). Am 5. September 1948 übernahm er das Amt als Staatssekretär beim Premierminister auch im Kabinett Schuman II und hatte dieses bis zum 10. September 1948 inne. Als Staatssekretär beim Premierminister war er zuständig für die Koordination der Arbeit des Ministerrates, die Planungskommission, die Beziehungen zum Parlament sowie Information.
Am 17. Juni 1951 wurde Abelin für die MRP im Département Vienne mit 20.464 Stimmen wiederum zum Mitglied der Nationalversammlung gewählt und war dort zunächst weiterhin Mitglied des Finanzausschusses. Am 19. September 1952 wurde er im Kabinett Pinay zum Staatssekretär im Finanzministerium (Secrétaire d’Etat aux finances) berufen und hatte dieses Amt bis zum Ende von Pinays Amtszeit am 8. Januar 1953 inne. Bei den Kommunalwahlen im März 1953 wurde er zum Mitglied des Stadtrates von Châtellerault gewählt. Im Januar 1954 wurde er in der Nationalversammlung Mitglied des Verteidigungsausschusses (Commission de la Défense nationale).
Im Kabinett Faure II übernahm Pierre Abelin am 1. März 1955 das Amt als Staatssekretär für Wirtschaft (Secrétaire d’Etat aux affaires économiques) und bekleidete dieses bis zum 1. Februar 1956. Bei den Wahlen vom 2. Januar 1956 wurde er für die MRP im Département Vienne mit 21.133 Stimmen erneut zum Mitglied der Nationalversammlung gewählt. Im Anschluss wurde er Vizepräsident sowie schließlich am 16. Juni 1957 Präsident des Wirtschaftsausschusses. Als solcher war er zwischen 1956 und 1958 auch Präsident des Obersten Rates für technische Zusammenarbeit mit dem Ausland (Conseil supérieur de la Coopération technique pour les relations avec les pays étrangers). Daneben wurde er 1956 Präsident der Industrie- und Landwirtschaftsvereinigung (Association de l’industrie et de l’agriculture française) sowie 1958 Präsident der Französisch-Äthiopischen Eisenbahngesellschaft (Compagnie des chemins de fer franco-éthiopiens).

### Fünfte Republik

#### Bürgermeister, Abgeordneter und Präsident des Generalrates von Vienne
Nach Verabschiedung der Verfassung der Fünften Französischen Republik am 4. Oktober 1958 kandidierte Abelin für die Action républicaine, agricole, économique et sociale(ARAES) im zweiten Wahlkreis des Département Vienne erneut für ein Mandat in der Nationalversammlung. Allerdings erhielt er nur 18.606 Wählerstimmen und verpasste damit den Wiedereinzug in das Parlament. Er wurde allerdings im März 1959 zum Bürgermeister von Châtellerault gewählt und hatte dieses Amt bis zu seinem Tode 1977 inne. Zudem wurde er im Juni 1959 auch Mitglied des Wirtschafts- und Sozialrates (Conseil économique et social) und war von 1961 bis 1972 Vorsitzender (Président-directeur général) der Vereinigung der Supermärkte (Société française des supermarchés).
Bei der darauf folgenden Wahl wurde er als Kandidat der Centre démocratique (CD) im zweiten Wahlgang am 25. November 1962 mit 22.873 Stimmen im zweiten Wahlkreis des Département Vienne erneut zum Mitglied der Nationalversammlung gewählt und gehörte anschließend dem Ausschuss für Finanzen, allgemeine Wirtschaft und Planung (Commission des finances, de l’économie générale et du plan) als Mitglied an. Im Dezember 1963 löste er Pierre Pflimlin als Präsident des Centre démocratique ab. Im Dezember 1965 unterstützte er die Kandidatur von Jean Lecanuet bei der Präsidentschaftswahl. Im Anschluss wurde er 1966 Mitglied des Exekutivvorstands sowie 1967 Generalsekretär des am 2. Februar 1966 gegründeten Centre démocrate (CD). Bei der Wahl vom 12. März 1967 wurde er für die Liste Centre et Union des démocrates im Département Vienne mit 24.761 Stimmen im zweiten Wahlgang wieder zum Mitglied der Nationalversammlung gewählt, nachdem er im ersten Wahlgang am 5. März 1967 24.070 Stimmen erhalten und die absolute Mehrheit um nur 60 Stimmen verpasst hatte. Er schloss sich der Fraktion Progrès et démocratie moderne an und blieb Mitglied des Finanzausschusses. Zugleich wurde er am 24. Mai 1967 als Vertreter Frankreichs in die Parlamentarische Versammlung des Europarates entsandt. Daneben wurde er 1967 Präsident des Generalrates des Département Vienne und bekleidete dieses Amt bis zu seinem Tode, woraufhin René Monory seine Nachfolge antrat.
Nachdem die Nationalversammlung aufgrund der Mai-Unruhen 1968 vorzeitig aufgelöst worden war, wurde Pierre Abelin im zweiten Wahlgang am 30. Juni 1968 mit 21.677 Stimmen abermals zum Mitglied der Nationalversammlung gewählt. Er war wiederum Mitglied der Fraktion Progrès et démocratie moderne, die er allerdings am 5. Oktober 1972 verließ. Er war wieder Mitglied des Finanzausschusses und stellvertretendes Mitglied der Parlamentarischen Versammlung des Europarates. Als Kandidat der von Jean Lecanuet und Jean-Jacques Servan-Schreiber 1972 gegründeten Mouvement réformateur (MR) wurde er bei der Wahl vom 11. März 1973 mit 29.909 Stimmen wieder zum Mitglied der Nationalversammlung gewählt und schloss sich nach der konstituierenden Sitzung am 2. April 1973 der Fraktion Réformateurs démocrates sociaux an.

#### Vizepräsident der Nationalversammlung und Minister
Am 3. April 1973 wurde Abelin zum Vizepräsidenten der Nationalversammlung gewählt und in dieser Funktion am 2. April 1974 bestätigt. Bei der Präsidentschaftswahl 1974 unterstützte er die Kandidatur von Valéry Giscard d’Estaing, der im zweiten Wahlgang am 19. April 1974 mit 13.396.203 Stimmen (50,81 %) zum Präsidenten der Republik gewählt wurde.
Nach der Bildung des Kabinett Chirac I am 27. Mai 1974 wurde Pierre Abelin zum Minister für Kooperation (Ministre de la coopération) berufen und bekleidete dieses Ministeramt bis zum 12. Januar 1976, woraufhin Jean de Lipkowski seine Nachfolge antrat. Nach seiner Berufung in die Regierung hatte er am 28. Juni 1974 sein Mandat in der Nationalversammlung niedergelegt. Nachdem sein Nachfolgevertreter (Suppléant) Robert Gourault am 30. August 1975 verstorben war, wurde er bei einer Nachwahl (élection partielle) am 19. Oktober 1975 mit 27.418 Stimmen wieder zum Mitglied der Nationalversammlung gewählt und konnte sich dabei im zweiten Wahlgang gegen die spätere Premierministerin Édith Cresson (24.700 Stimmen) durchsetzen. Aufgrund seines noch bestehenden Ministeramtes legte er allerdings am 19. Januar 1976 sein Mandat wieder nieder, woraufhin sein Vertreter Jean-Jacques Fouqueteau nachrückte.
Im Juni 1932 heiratete er Geneviève Terrat-Branly, Tochter des Physikers und Pioniers der Funktechnik Édouard Branly. Seine Ehefrau wurde nach seinem Tode am 23. Mai 1977 Nachfolgerin als Bürgermeisterin von Châtellerault. Aus der Ehe gingen fünf Kinder hervor, darunter der Politiker Jean-Pierre Abelin, der ebenfalls Mitglied der Nationalversammlung, Bürgermeister von Châtellerault sowie Mitglied des Europäischen Parlaments war.